# Карбид плутония
Карбид плутония — бинарное неорганическое соединение,
плутония и углерода
с формулой PuC,
серые кристаллы,
не растворяется в воде.

## Получение
- Сплавление стехиометрических количеств чистых веществ в вакууме:

{\displaystyle {\mathsf {Pu+C\ {\xrightarrow {1000^{o}C}}\ PuC}}}
- Реакция гидрида плутония с углеродом:

{\displaystyle {\mathsf {3PuH_{3}+2C\ \xrightarrow {800^{o}C} \ 2PuC+3H_{2}}}}
- Восстановление диоксид плутония с углеродом:

{\displaystyle {\mathsf {PuO_{2}+3C\ {\xrightarrow {1800^{o}C}}\ PuC+2CO}}}

## Физические свойства
Карбид плутония имеет большую область гомогенности, поэтому его формулу записывают как PuC1-х, где х = 0÷0,17. Состав зависит от температуры получения: чем она ниже, тем состав ближе к стехиометрическому.
Карбид плутония образует серые или чёрные, с металлическим блеском кристаллы
кубической сингонии,
пространственная группа F m3m,
параметры ячейки a = 0,4958÷0,4973 нм, Z = 4,
структура типа NaCl.
Не растворяется в холодной воде, реагирует с горячей.
На воздухе начинает медленно окисляться при 200-300°С, воспламеняется при 400°С. Пирофорен.

## Химические свойства
- Разлагается при нагревании с образованием трикарбида диплутония:

{\displaystyle {\mathsf {3PuC\ \xrightarrow {>1500^{o}C} \ Pu_{2}C_{3}+Pu\uparrow }}}
- Реагирует с горячей водой с выделением водорода и смеси углеводородов:

{\displaystyle {\mathsf {PuC+H_{2}O\ {\xrightarrow {}}\ Pu(OH)_{3}\downarrow +H_{2}\uparrow +C_{n}H_{m}\uparrow }}}
- Растворяется в разбавленных кислотах с выделением водорода и смеси углеводородов.

## Применение
- Ядерное топливо (часто применяется в смеси с карбидом урана).